# 蕭省身
萧省身，江西承宣布政使司吉安府泰和縣（今江西泰和）人，明朝政治人物、进士。
永樂二年（1404年）中二甲第三十八名进士。后選為翰林院庶吉士，編撰永樂大典。洪熙初年，官至河南右布政使，治理卓著。